# Johan Malthain
Johan Malthain, auch Johan Malthan oder Johann Molthane (* um 1550, wahrscheinlich in den Niederlanden; † nach 1605), war ein Hofmaler der Herzöge Wilhelm und Johann Wilhelm von Jülich-Kleve-Berg.

## Leben und Werk
Gegen Ende der Lebenszeit Wilhelms und in der Regierungszeit Johann Wilhelms von Jülich-Kleve-Berg ist Malthain, der wahrscheinlich in Holland geboren wurde, als Hofmaler in Düsseldorf greifbar. Bei einem Prozess, der 1595 gegen die Herzogin Jakobe geführt wurde, bezeichnete er sich als „Meister Johan Malthain“. Bekannt sind Porträts, die er von beiden Landesherren und Angehörigen der Fürstenfamilie schuf. Die Bildnisse wurden als Vorlagen für das sogenannte Herzöge-Bild herangezogen, dass sich in mehreren Versionen im ehemaligen Herzogtum Kleve erhalten hat. 

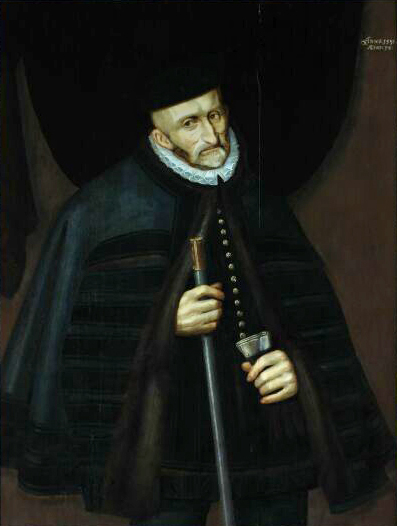
Wilhelm Herzog von Jülich-Kleve-Berg im Alter von 75 Jahren, 1591, Öl auf Eichenholz, Stadtmuseum Düsseldorf
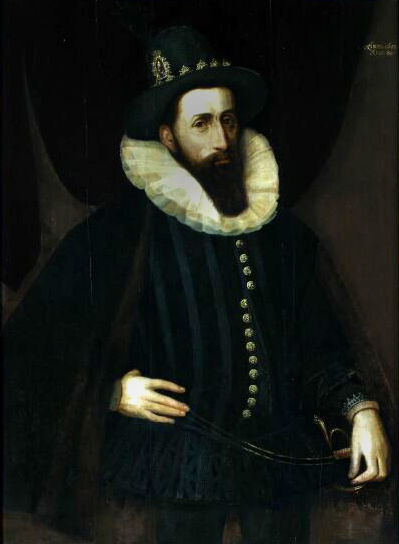
Johann Wilhelm Herzog von Jülich-Kleve-Berg im Alter von 42 Jahren, 1605, Öl auf Eichenholz, Stadtmuseum Düsseldorf